# Antistea elegans
Espèce
Synonymes
- Agelena elegans Blackwall, 1841
- Hahnia pratensis C. L. Koch, 1841
- Hahnia propinqua Simon, 1875

Antistea elegans est une espèce d'araignées aranéomorphes de la famille des Hahniidae.

## Distribution
Cette espèce se rencontre en zone paléarctique.

## Description
Les mâles mesurent de 2,3 à 2,6 mm et les femelles de 2,5 à 4,3 mm.

## Publication originale
- Blackwall, 1841 : The difference in the number of eyes with which spiders are provided proposed as the basis of their distribution into tribes; with descriptions of newly discovered species and the characters of a new family and three new genera of spiders. Transactions of the Linnean Society of London, vol. 18, p. 601-670 (texte intégral).